# Rudolf Hesso
Rudolf Hesso (zm. w sierpniu 1335 r.) – margrabia Badenii z rodu Zähringen.

## Rodzina
Rudolf Hesso synem margrabiego Badenii Hesso i Klary, córki Waltera z Altenklingen. Jego żoną była Joanna, córka Reginalda, hrabiego z Burgundii. Mieli dwie córki: Małgorzatę i Adelajdę, które poślubiły dwóch braci, swych kuzynów, margrabiów Badenii, odpowiednio: Fryderyka III i Rudolfa V. Adelajda po śmierci Rudolfa ponownie wyszła za mąż, za Walrama IV, hrabiego Tiersteinu.